# الگا سولبلی
اُلگا سولبلی (ایتالیایی: Olga Solbelli؛ ‏ ۱۱ مهٔ ۱۸۹۸ – ۸ سپتامبر ۱۹۷۶) بازیگر اهل ایتالیا بود.
از فیلم‌هایی که وی در آن نقش داشته‌است، می‌توان به خاطرات دخترمدرسه‌ای، تاجر ونیزی، فردا هم روز خداست، تئودورا، ملکه زرخرید، اورینت اکسپرس، فرشته سپید، اودسا در میان شعله‌ها و هیرود بزرگ اشاره کرد.